# Necropoli di Ponte San Pietro
La Necropoli di Ponte San Pietro è una necropoli che si trova nel territorio comunale di Ischia di Castro in provincia di Viterbo.

## Descrizione
La necropoli fu scoperta nel contesto dei lavori di costruzione della strada di collegamento tra Farnese, in provincia di Viterbo, e Manciano, in provincia di Grosseto, sul versante orientale del poggio di Pianizza, vicino al Ponte San Pietro che attraversa il fiume Fiora, al confine tra Lazio e Toscana.
Sul sito, considerato uno dei più rilevanti di epoca protostorica riferiti alla Cultura di Rinaldone, sono state trovate 25 sepolture, divise in due gruppi distinti di 13 e 12 tombe, e una gran quantità di altro materiale. Tra i sepolcri molto nota è la cosiddetta Tomba della Vedovella, dove era sepolta una giovane donna col cranio fracassato, posta ai piedi di un uomo, che si ritiene fosse un guerriero perché circondato di armi.